# Rumania en los Juegos Olímpicos de Río de Janeiro 2016
Rumanía estuvo representada en los Juegos Olímpicos de Río de Janeiro 2016 por un total de 97 deportistas que compitieron en 14 deportes. Responsable del equipo olímpico es el Comité Olímpico y Deportivo Rumano, así como las federaciones deportivas nacionales de cada deporte con participación.
La portadora de la bandera en la ceremonia de apertura fue la gimnasta Cătălina Ponor.

## Medallistas
El equipo olímpico de Rumania obtuvo las siguientes medallas:
| Nombre | Deporte      | Competición              |
| --- | ------------ | ------------------------ |
| Oro |              |                          |
| Simona Gherman Simona Pop Ana Maria Popescu Loredana Dinu                                                                                | Esgrima      | Espada por eqs. F        |
| Plata |              |                          |
| Florin Mergea Horia Tecău | Tenis        | Dobles M                 |
| Bronce |              |                          |
| Gabriel Sîncrăian | Halterofilia | 85 kg M                  |
| Albert Saritov | Lucha libre  | 97 kg M                  |
| Roxana Cogianu Ioana Strungaru Mihaela Petrilă Iuliana Popa Mădălina Bereș Laura Oprea Adelina Boguș Andreea Boghian Daniela Druncea (t) | Remo         | Ocho con timonel (W8+) F |